# 彼方の閃光
『彼方の閃光 …』（かなたのせんこう、仏語：Éclairs sur l’Au-Delà … ）は、オリヴィエ・メシアンが最後に完成した管弦楽作品。本作品に続く『四重奏と管弦楽のためのコンセール（Concert à quatre pour 4 soli: flûte, piano, hautbois, violoncelle et orchestre）』が絶筆であるとされているが、実際のところは未完で遺され、作曲家のジョージ・ベンジャミンとハインツ・ホリガー、そして未亡人イヴォンヌ・ロリオ＝メシアンによって補筆されたため、真に絶筆であるとはいえない。
この作品はニューヨーク・フィルハーモニックから1992年の創立150周年を記念して委嘱され、1987年から1991年にかけて作曲された。初演はメシアンの死の6ヵ月後、同年11月5日に、ズービン・メータの指揮によって行なわれた。
1995年3月22日 - 東京文化会館 - 東京都交響楽団、若杉 弘 - 日本初演。
演奏には総勢128人の演奏者が必要で、演奏時間も1時間以上を要する大作である。オーケストラ・スコアは総ページ数300を超える。
作曲中の1988年にメシアンはオーストラリアを訪れており、まるまる1楽章をオーストラリアのコトドリのために使用している。

## 楽器編成
メシアンの全作品のうちでも最大の編成である。
- 木管楽器 - ピッコロ3、フルート6、アルトフルート、オーボエ3、コーラングレ、E♭管クラリネット2、クラリネット（B♭管）6、バスクラリネット、コントラバスクラリネット、ファゴット3、コントラファゴット、
- 金管楽器 - トランペット5（D管2、C管3）、ホルン6、トロンボーン3、バスチューバ2、コントラバスチューバ、
- 鍵盤打楽器 - アンティークシンバル、グロッケンシュピール、シロフォン、シロリンバ、マリンバ
- 打楽器（奏者10）
  1. チューブラーベル
  2. チューブラーベル
  3. チューブラーベル
  4. トライアングル3
  5. ウィンドマシーン、大太鼓、トライアングル
  6. ウッドブロック、テンプル・ブロック6、ギロ、トライアングル
  7. ゴング（小）3、鞭
  8. 吊りシンバル（大・中・小）
  9. ゴング（大）3、大太鼓
  10. タムタム（大・中・小）
- 弦五部 - 第1ヴァイオリン16、第2ヴァイオリン16、ヴィオラ14、チェロ12、コントラバス（5弦）10

## 演奏時間
約70分

## 楽曲構成
1. 栄光あるキリストの出現 - Apparition du Christ glorieux
2. 射手座 - La Constellation du Sagittaire
3. コトドリと結婚の街 - L'Oiseau-lyre et la Ville-fiancée
4. 刻印された選ばれし者 - Les Élus marqués du sceau
5. 愛にとどまる - Demeurer dans l'Amour ...
6. 7つのトランペットと7人の天使 - Les Sept Anges aux sept trompettes
7. そして神はことごとく涙をぬぐい去ってくださる - Et Dieu essuiera toute larme de leurs yeux ...
8. 星々と栄光 - Les Étoiles et la Gloire
9. 生命の樹にやどる鳥たちの喜び - Plusieurs Oiseaux des arbres de Vie
10. 神の道 - Le Chemin de l'Invisible
11. キリスト、楽園の光 - Le Christ, lumière du Paradis